# Lvivi Állami Repülőgépjavító Üzem
A Lvivi Állami Repülőgépjavító Üzem (ukránul: Львівський державний авіаційно-ремонтний завод, magyar átírásban: Lvivszkij derzsavnij aviacijno-remontnij zavod) katonai repülőgépek javításával foglalkozó üzem Ukrajnában, Lvivben. Az állami vállalat az UkrOboronProm hadiipari holdinghoz tartozik. 1939. október 15-én hozták létre. Korábban ezen a helyen a Lengyel Légierő javítóbázisa működött. 
1953-tól fő profilja MiG vadászrepülőgépek nagyjavítása, ekkor kezdődött a MiG–15-ös javítása Lvivben. 1979-ben kezdődött a MiG–23 és MiG–27 típusok javítása. Az üzem napjainkban a MiG–21, MiG–23, MiG–27 és MiG–29-es típusok javítását végzi. Az üzem a Szknilivi repülőtér mellett található.
2010 decemberében az üzem az akkor létrehozott UkrOboronProm állami hadiipari holding alárendeltségébe került.

### 2022-es orosz támadás
2022. március 18-án az Ukrajna elleni orosz agresszió során a lvivi repülőteret és a repülőgépjavító üzemet a Fekete-tenger térségéből indított robotrepülőgépekkel támadták. Az üzem két épülete sérül meg, köztük a fő szerelőcsarnok. Összesen hat, feltételezhetően H–555 típusú orosz robotrepülőgépet indítottak, ezek közül kettőt megsemmisített az ukrán légvédelem, kettő az üzem területén, kettő a repülőtér környékén csapódott be.